# U.S. Route 48
U.S Route 48 (också kallad U.S. Highway 48 eller med förkortningen  US 48) är en amerikansk landsväg. Den är 238 km lång och sträcker sig från Weston, West Virginia i väster och Strasburg, Virginia i öster.